# CoRoT-2b
CoRoT-2bはわし座の方角に約930光年の位置に存在する太陽系外惑星CoRoT-2の周囲を公転する太陽系外惑星である。かつてはCOROT-Exo-2bと呼ばれていた。COROTミッションによって発見され、2007年12月20日に公表された。
この惑星はホットジュピターで、半径は木星の1.43倍、質量は約3.3倍である。サイズが大きいために主星からの熱を多く受け、大気の外層は膨張している。CoRoT-2bは主星との距離から推定されるよりも非常に熱く、1500℃に達していると見られている。この事実は、他の惑星との間の潮汐加熱が存在することを示唆している。
CoRoT-2bの軌道周期は約1.7日で、恒星の赤道に近い軌道を順行している。主星はG型主系列星で、太陽よりも若干冷たいが太陽変動は活発である。地球からは約800光年の位置にある。
恒星面を通過するのに125分を要する。

## 軌道
2008年8月時点で、CoRoT-2bの自転-公転角がBouchyらにより、ロシター効果を用いて+7.2 ± 4.5°と計算された。